# Karolina Dánská
Karolina Dánská (28. října 1793, Christiansborg, Kodaň – 31. března 1881, Kodaň) byla dánská princezna, dcera dánského krále Frederika VI.

## Biografie
Karolina se narodila jako třetí dítě (druhá dcera) dánského korunního prince, pozdějšího krále Frederika VI. a jeho manželky Marie Hesensko-Kasselské. Její otec se stal králem po smrti svého otce Kristiána VII. v roce 1808, místo kterého však vládl již od roku 1784 pro Kristiánovu duševní chorobu.
Její narození bylo přivítáno s velkým nadšením, neboť její starší sourozenci zemřeli ještě před tím, než se narodila. Několik měsíců po jejím narození, 26. února 1794, padl Christiansborg za oběť ničivému požáru. Rodina přesídlila do paláce Amalienborg a letní období trávila v paláci Frederiksborg.
Karolina měla vždy úzký vztah se svým otcem. Dostalo se jí vzdělání spíše širokého než hlubokého a důkladného. Nebyla považována za příliš talentovanou ani půvabnou.

### Výběr ženicha a manželství
Jejím rodičům se narodili vedle šesti dcer i dva synové, oba však zemřeli těsně po porodu, jako nemluvňata zemřely i čtyři Karolininy sestry. Podle ustanovení Salického práva byla jako dcera vyloučena z následnictví trůnu, mohla však dědické právo přenést na své potomky. Proto pro ni její otec velmi pozorně vybíral ženicha. Nejprve vedl jednání o její svatbě s následníkem švédského trůnu Kristiánem Augustem Augustenborským (adoptivním synem švédského krále Karla XIII.), těsně před jejich zdárným zakončením však Kristián August 28. května roku 1810 předčasně zemřel, jsa raněn mrtvicí). Dalším nápadníkem byl britský princ Vilém, vévoda Clarence, pozdější britský král Vilém IV. V roce 1812 byla zaslíbena hesenskému princi Kristiánovi, i ten však v roce 1814 zemřel. Nakonec se Karolina provdala za Frederika Ferdinanda (1792–1863), bratrance jejího otce, syna prince Frederika Dánského); manželství bylo motivováno politickými důvody.

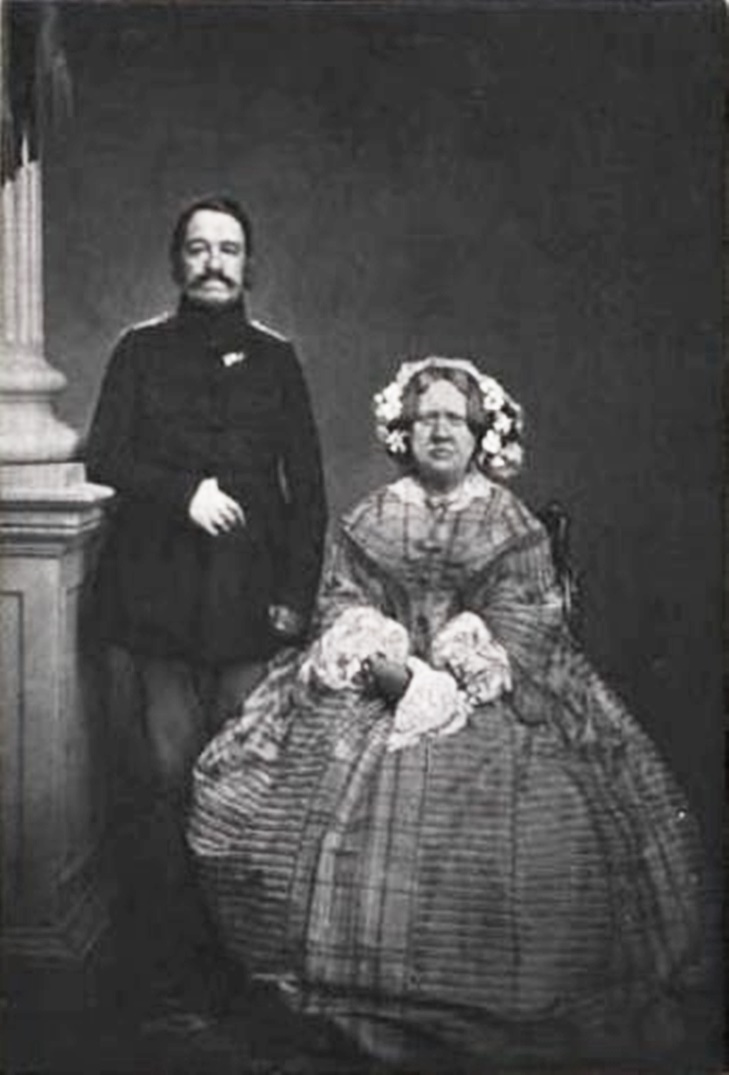
Frederik Ferdinand a Karolina Dánská

Svatební obřad se uskutečnil ve Frederiksborgu 1. srpna roku 1829. Manželství zůstalo bezdětné.
V roce 1830 se Karolina stala obětí požáru, když jí vzplanuly vlasy; byla v obličeji zle zohyzděna. Podobné neštěstí se jí přihodilo také v roce 1858. V roce 1839 byl její manžel jmenován hlavním velitelem Nørrejyllandu (Severní Jutsko) a ona ho následovala na jeho inspekčních cestách po různých krajích Dánska.
V roce 1836 založila v Aarhusu útulek pro duševně choré a v roce 1852 se stala protektorkou kláštera Vallø Stift, který založila její praprababička Žofie Magdalena Braniborská.
Po smrti Kristiána VIII. v roce 1848 se stal její manžel Ferdinand následníkem dánského trůnu. Karolina se přesto nestala královnou, neboť její manžel zemřel 29. června 1863, tedy ještě před smrtí svého synovce krále Frederika VII. († 15. listopadu 1863), jehož následníkem byl. Na trůn pak usedl Kristián IX.
Karolina téměř nikdy nežila u dvora, ale nikdy se nevzdálila z Dánska – byla velkou patriotkou a říkala, že nemá důvod cestovat, když v Dánsku je nejlépe. V roce 1853 se manželský pár stal velmi populárním mezi dánským lidem, když neopustil Kodaň v době epidemie cholery.
Když Karolina ovdověla, stáhla se ještě více do ústraní, a to i z důvodů ekonomických: musela totiž platit dluhy, které za svého života nahromadil její manžel.
V posledních letech svého života, jako stará paní, trpěla hluchotou. Zemřela ve svém sídle v Kodani 31. března 1881.

## Vývod z předků
|                   |                                 |  |                                |                                          |  |  |  |  |  |  |  | Kristián VI. |
|                   |                                 |  |                                |                                          |  |  |  |  |  |  |  |              |
|                   | Frederik V.                     |  |                                |                                          |  |  |  |  |  |  |  |              |
|                   |                                 |  |                                |                                          |  |  |  |  |  |  |  |              |
|                   |                                 |  |                                | Žofie Magdalena Braniborská              |  |  |  |  |  |  |  |              |
|                   |                                 |  |                                |                                          |  |  |  |  |  |  |  |              |
|                   | Kristián VII.                   |  |                                |                                          |  |  |  |  |  |  |  |              |
|                   |                                 |  |                                |                                          |  |  |  |  |  |  |  |              |
|                   |                                 |  |                                | Jiří II.                                 |  |  |  |  |  |  |  |              |
|                   |                                 |  |                                |                                          |  |  |  |  |  |  |  |              |
|                   | Luisa Hannoverská               |  |                                |                                          |  |  |  |  |  |  |  |              |
|                   |                                 |  |                                |                                          |  |  |  |  |  |  |  |              |
|                   |                                 |  |                                | Karolina z Ansbachu                      |  |  |  |  |  |  |  |              |
|                   |                                 |  |                                |                                          |  |  |  |  |  |  |  |              |
|                   | Frederik VI.                    |  |                                |                                          |  |  |  |  |  |  |  |              |
|                   |                                 |  |                                |                                          |  |  |  |  |  |  |  |              |
|                   |                                 |  |                                | Jiří II.                                 |  |  |  |  |  |  |  |              |
|                   |                                 |  |                                |                                          |  |  |  |  |  |  |  |              |
|                   | Frederik Ludvík Hannoverský     |  |                                |                                          |  |  |  |  |  |  |  |              |
|                   |                                 |  |                                |                                          |  |  |  |  |  |  |  |              |
|                   |                                 |  |                                | Karolina z Ansbachu                      |  |  |  |  |  |  |  |              |
|                   |                                 |  |                                |                                          |  |  |  |  |  |  |  |              |
|                   | Karolina Matylda Hannoverská    |  |                                |                                          |  |  |  |  |  |  |  |              |
|                   |                                 |  |                                |                                          |  |  |  |  |  |  |  |              |
|                   |                                 |  |                                | Fridrich II. Sasko-Gothajsko-Altenburský |  |  |  |  |  |  |  |              |
|                   |                                 |  |                                |                                          |  |  |  |  |  |  |  |              |
|                   | Augusta Sasko-Gothajská         |  |                                |                                          |  |  |  |  |  |  |  |              |
|                   |                                 |  |                                |                                          |  |  |  |  |  |  |  |              |
|                   |                                 |  |                                | Magdalena Augusta Anhaltsko-Zerbstská    |  |  |  |  |  |  |  |              |
|                   |                                 |  |                                |                                          |  |  |  |  |  |  |  |              |
| 'Karolina Dánská' |                                 |  |                                |                                          |  |  |  |  |  |  |  |              |
|                   |                                 |  |                                |                                          |  |  |  |  |  |  |  |              |
|                   |                                 |  | Vilém VIII. Hesensko-Kasselský |                                          |  |  |  |  |  |  |  |              |
|                   |                                 |  |                                |                                          |  |  |  |  |  |  |  |              |
|                   | Fridrich II. Hesensko-Kasselský |  |                                |                                          |  |  |  |  |  |  |  |              |
|                   |                                 |  |                                |                                          |  |  |  |  |  |  |  |              |
|                   |                                 |  |                                | Dorotea Vilemína Sasko-Zeitzská          |  |  |  |  |  |  |  |              |
|                   |                                 |  |                                |                                          |  |  |  |  |  |  |  |              |
|                   | Karel Hesensko-Kasselský        |  |                                |                                          |  |  |  |  |  |  |  |              |
|                   |                                 |  |                                |                                          |  |  |  |  |  |  |  |              |
|                   |                                 |  |                                | Jiří II.                                 |  |  |  |  |  |  |  |              |
|                   |                                 |  |                                |                                          |  |  |  |  |  |  |  |              |
|                   | Marie Hannoverská               |  |                                |                                          |  |  |  |  |  |  |  |              |
|                   |                                 |  |                                |                                          |  |  |  |  |  |  |  |              |
|                   |                                 |  |                                | Karolina z Ansbachu                      |  |  |  |  |  |  |  |              |
|                   |                                 |  |                                |                                          |  |  |  |  |  |  |  |              |
|                   | Marie Hesensko-Kasselská        |  |                                |                                          |  |  |  |  |  |  |  |              |
|                   |                                 |  |                                |                                          |  |  |  |  |  |  |  |              |
|                   |                                 |  |                                | Kristián VI.                             |  |  |  |  |  |  |  |              |
|                   |                                 |  |                                |                                          |  |  |  |  |  |  |  |              |
|                   | Frederik V.                     |  |                                |                                          |  |  |  |  |  |  |  |              |
|                   |                                 |  |                                |                                          |  |  |  |  |  |  |  |              |
|                   |                                 |  |                                | Žofie Magdalena Braniborská              |  |  |  |  |  |  |  |              |
|                   |                                 |  |                                |                                          |  |  |  |  |  |  |  |              |
|                   | Luisa Dánská a Norská           |  |                                |                                          |  |  |  |  |  |  |  |              |
|                   |                                 |  |                                |                                          |  |  |  |  |  |  |  |              |
|                   |                                 |  |                                | Jiří II.                                 |  |  |  |  |  |  |  |              |
|                   |                                 |  |                                |                                          |  |  |  |  |  |  |  |              |
|                   | Luisa Hannoverská               |  |                                |                                          |  |  |  |  |  |  |  |              |
|                   |                                 |  |                                |                                          |  |  |  |  |  |  |  |              |
|                   |                                 |  |                                | Karolina z Ansbachu                      |  |  |  |  |  |  |  |              |
|                   |                                 |  |                                |                                          |  |  |  |  |  |  |  |              |